# Kill the Sun
«Kill the Sun» — дебютний студійний альбом німецького симфо-метал гурту Xandria. Реліз відбувся 5 травня 2003 року.

## Список композицій
Автор музики і слів Марко Хойбаум, окрім вказаних. 
| #     | Назва                                                           | Тривалість |
| ----- | --------------------------------------------------------------- | ---------- |
| 1.    | «Kill the Sun»                                                  | 3:23       |
| 2.    | «Mermaids»                                                      | 3:44       |
| 3.    | «Ginger» (lyrics: Ліза Міддельхауфе, music: Heubaum, Schaphaus) | 4:56       |
| 4.    | «She's Nirvana»                                                 | 3:22       |
| 5.    | «Forever Yours» (Schaphaus)                                     | 5:08       |
| 6.    | «Casablanca»                                                    | 4:05       |
| 7.    | «So You Disappear»                                              | 4:42       |
| 8.    | «Wisdom»                                                        | 3:10       |
| 9.    | «Isis/Osiris» (Heubaum, Schaphaus)                              | 3:50       |
| 10.   | «Calyx Virago»                                                  | 3:37       |
| 39:57 |                                                                 |            |

## Учасники запису
- Ліза Міддельхауфе — жіночий вокал
- Марко Хойбаум — гітари, клавіші
- Філіп Рестемайер — гітари
- Роланд Крюгер — бас-гітара
- Геріт Ламм — ударні

## Чарти
| Чарт (2003)         | Місце |
| ------------------- | ----- |
| German Albums Chart | 98    |